# حمباز حاد
حمباز حاد (الاسم العلمي:Emex acuta) هو نوع غير مؤكد من النباتات يتبع جنس الحمباز من الفصيلة البطباطية.